# 白石藝術大學
白石藝術大學（：／）是一所位於韓國首爾瑞草區的私立大學。1984年成立，校訓為「真理會讓你自由」。

## 歷史
- 1984年3月1日成立，設有應用藝術學系、音樂學系和幼兒教育學系。
- 2008年2月21日改名為白石藝術大學（백석예술대학）。
- 2012年2月15日改名為白石藝術大學校（백석예술대학교）。

## 著名校友
- 表藝珍（航空服務學系畢業） - 女演員、模特兒
- 孔旻智（神學系畢業）- 女歌手，前女團2NE1和Unnies成員。
- 金娜英 （實用音樂系畢業）- 女歌手，女團gu9udan成員。
- 張昭真 （實用音樂系畢業）- 女歌手，女團gu9udan成員。
- 李海印（實用音樂系在學中）- 女歌手，前女團I.B.I和偶像學校Class 1成員。
- KEN（實用音樂系在學中）- 歌手，男團VIXX成員。
- 裴勝民（實用音樂系在學中）- 歌手，男團Golden Child成員。
- 金知範（實用音樂系在學中）- 歌手，男團Golden Child成員。
- 洪周燦（實用音樂系在學中）- 歌手，男團Golden Child成員。
- 黃允省（韓國音樂專業在學中）- 歌手，男團DRIPPIN成員。
- 徐成赫（表演藝術系在學中）- 歌手，男團RAINZ、T.A.N成員。

## 參看
- 韓國大學列表

## 外部連結
- 官方网站